# 日耳曼敦 (馬里蘭州)
日耳曼敦（英語：Germantown）是位於美國馬里蘭州蒙哥馬利縣的一個普查規定居民點。

## 人口
根據2020年美國人口普查的數據，日耳曼敦的面積為44.35平方千米，當中陸地面積為44.12平方千米，而水域面積為0.23平方千米。當地共有人口91249人，而人口密度為每平方千米2,057.47人。